# Harry F. Byrd, Jr.
Pour les articles homonymes, voir Byrd.
Cet article possède un paronyme, voir Harry F. Byrd, Sr..
Harry F. Byrd, Jr. (né le 20 décembre 1914 à Winchester (Virginie), mort le 30 juillet 2013) est un homme politique américain. Il a été sénateur de l'état de Virginie entre 1965 et 1983. C'est le premier indépendant à avoir été élu dans l'histoire du Sénat américain. Son père, Harry F. Byrd, Sr., avait été sénateur du même état entre 1933 et 1965.